# Monacos Grand Prix 1979
Monacos Grand Prix 1979 var det sjunde av 15 lopp ingående i formel 1-VM 1979.  

## Rapport
Jody Scheckter och Gilles Villeneuve, båda i Ferrari, startade från det första startledet. Scheckter, som hade pole position, tog ledningen och behöll den ända in i mål och tog därmed sin andra seger för säsongen. Loppet var dock spännande, tvåan Clay Regazzoni i Williams körde i mål bara 0,44 sekunder efter vinnaren. På tredje plats kom Carlos Reutemann i Lotus 8,57 sekunder efter.

## Resultat
1. Jody Scheckter, Ferrari, 9 poäng
2. Clay Regazzoni, Williams-Ford, 6
3. Carlos Reutemann, Lotus-Ford, 4
4. John Watson, McLaren-Ford, 3
5. Patrick Depailler, Ligier-Ford (varv 75, motor), 2
6. Jochen Mass, Arrows-Ford, (69, 7 varv), 1

### Förare som bröt loppet
- Nelson Piquet, Brabham-Alfa Romeo (varv 68, transmission)
- Jean-Pierre Jabouille, Renault (68, för få varv)
- Jacques Laffite, Ligier-Ford (55, växellåda)
- Gilles Villeneuve, Ferrari ( 54, transmission)
- Alan Jones, Williams-Ford (43, styrning)
- Jean-Pierre Jarier, Tyrrell-Ford (34, upphängning)
- Hans-Joachim Stuck, ATS-Ford (30, hjul)
- Niki Lauda, Brabham-Alfa Romeo (21, olycka)
- Didier Pironi, Tyrrell-Ford (21, olycka)
- Mario Andretti, Lotus-Ford (21, upphängning)
- Emerson Fittipaldi, Fittipaldi-Ford (17, motor)
- René Arnoux, Renault (8, olycka)
- James Hunt, Wolf-Ford (4, transmission)
- Riccardo Patrese, Arrows-Ford (4, upphängning)

### Förare som ej kvalificerade sig
- Elio de Angelis, Shadow-Ford
- Patrick Tambay, McLaren-Ford
- Jan Lammers, Shadow-Ford
- Derek Daly, Ensign-Ford

### Förare som ej förkvalificerade sig
- Gianfranco Brancatelli, Merzario-Ford

## VM-ställning
| Förarmästerskapet 1. Jody Scheckter, Ferrari, 30 2. Jacques Laffite, Ligier-Ford, 24 3. Carlos Reutemann, Lotus-Ford, 20 Patrick Depailler, Ligier-Ford, 20 Gilles Villeneuve, Ferrari, 20 | Konstruktörsmästerskapet 1. Ferrari, 54 2. Ligier-Ford, 46 3. Lotus-Ford, 37 |